# Payette (Idaho)
Payette – miasto w Stanach Zjednoczonych, w stanie Idaho, siedziba administracyjna hrabstwa Payette.